# Наноантенна

Рис. 1. Спектральная плотность облучения солнечного света. Красная область показывают плотность облучения на уровне моря. Провалы в ней объясняются поглощением света в атмосфере

На́ноанте́нна (нанте́нна) — устройство преобразования солнечной энергии в электрический ток, построенное по принципу выпрямляющей антенны, но работающее не в радиодиапазоне, а в оптическом диапазоне длин волн электромагнитного излучения. Идея использования антенн для сбора солнечной энергии была впервые предложена Робертом Бейли в 1972 году . Также эта идея была предложена Николой Теслой в патенте № 685,957 от 05.11.1901.
Возможна и другая, расширенная трактовка данного термина, согласно которой под наноантенной следует понимать миниатюрную антенну, габариты которой не превышают сотен микрон, а один из размеров составляет  100 и менее нанометров. Примером такого рода наноантенн являются диполи на основе нанотрубок, обеспечивающие работу с сигналами частотой несколько сотен ГГц.
Наноантенна является коллектором электромагнитного излучения, предназначенным для поглощения энергии определённой длины волны, пропорциональной размеру наноантенны. В настоящее время Национальная лаборатория штата Айдахо разработала наноантенны для поглощения длин волн в диапазоне 3-15 мкм, что соответствуют энергии фотонов 0,08-0,40 эВ. На основе теории антенн наноантенна может эффективно поглотить свет любой длины волны при условии, что размер наноантенны оптимизирован под конкретную длину волны. В идеале наноантенны лучше всего использовать для поглощения света на длинах волн 0.4-1,6 мкм, потому что эти волны имеют бо́льшую энергию, чем инфракрасные (длинные волны), и они составляют около 85% солнечного спектра излучения (см. рис. 1).
|  |

## История
В 1973 году Роберт Бэйли вместе с Джеймсом Флетчером получили патент на «электромагнитный преобразователь волн». Запатентованное устройство было похоже на современные наноантенны. В 1984 г. Элвин Маркс получил патент на устройство, в описании которого явно указано на использование субмикронных антенн для прямого преобразования солнечной энергии в электрическую. Устройство Маркса показало существенные улучшения эффективности по сравнению с устройством Бейли. В 1996 году Линь Гуан Х. первым представил доклад о резонансном поглощении света на специально подготовленных наноструктурах и детектировании света с частотой в видимом диапазоне. В 2002 году фирма ITN Energy Systems опубликовала отчёт о своей работе с оптическими антеннами в сочетании с высокочастотными диодами. ITN намеревалась построить матрицу наноантенн с КПД порядка нескольких процентов. Хотя они не увенчались успехом, вопросы, связанные с построением высокоэффективных наноантенн, нашли лучшее понимание.

## Теория наноантенн
Теория, лежащая в основе наноантенн, по существу та же, что описывает работу выпрямляющих антенн (ректенн). Падающий на антенну свет вызывает колебания электронов в антенне, движущихся вперёд-назад с той же частотой, что и входящий поток света. Это связано с колебаниями электрического поля входящей электромагнитной волны. Движение электронов создаёт переменный ток в цепи антенны. Чтобы преобразовать переменный ток в постоянный, нужно произвести его детектирование, которое обычно выполняется с помощью выпрямительного диода. После такого преобразования постоянный ток можно использовать для питания внешней нагрузки. Резонансная частота антенны (частота, на которой система обладает самым низким импедансом и, следовательно, самой высокой эффективностью) растёт линейно с физическими размерами антенны в соответствии с простой теорией антенн СВЧ, однако при её расчете следует учитывать квантовые эффекты. Длины волн солнечного спектра лежат в диапазоне примерно от 0.3 до 2.0 мкм. Таким образом, для того, чтобы выпрямляющая антенна была эффективным электромагнитным накопителем солнечного света, она должна иметь элементы размером порядка сотен нанометров.

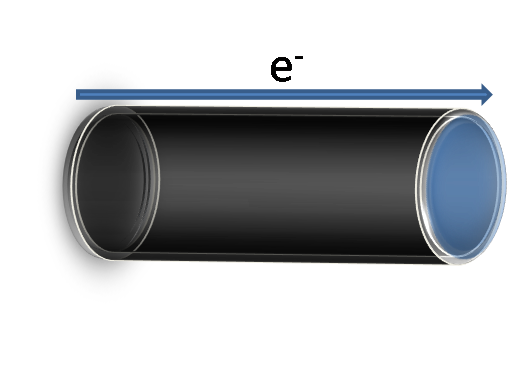
Рис. 2, показывающий скин-эффект на высоких частотах. Тёмная область показывает поток электронов, в более светлой части электронного потока практически нет

Из-за упрощений, используемых в теории типичных выпрямляющих антенн, есть несколько сложных моментов, которые возникают при обсуждении наноантенн. На частотах выше инфракрасного участка спектра почти весь ток переносится вблизи поверхности проводника, что уменьшает эффективную площадь поперечного сечения проводника и приводит к увеличению сопротивления. Этот эффект известен как «скин-эффект». 
Другим осложнением уменьшения размеров является то, что диоды, используемые в больших ректеннах не могут работать на терагерцовых частотах без больших потерь мощности. Потери мощности обусловлены влиянием ёмкости перехода (известной как паразитная ёмкость), которой обладают p-n переходы обычных диодов и диодов Шоттки, из-за чего они могут эффективно работать только на частотах менее 5 ТГц. Идеальным длинам волн 0.4-1.6 мкм соответствуют частоты примерно 190-750 ТГц, что значительно больше, чем возможности традиционных диодов. Таким образом, для эффективного преобразования энергии нужно использовать альтернативные диоды. В современных устройствах наноантенн используются туннельные диоды на основе переходов металл-диэлектрик-металл (МДМ). В отличие от диодов Шоттки, МДМ-диоды не имеют паразитных ёмкостей, потому что они работают на основе электронного туннелирования. Благодаря этому МДМ-диоды эффективно работают на частотах около 150 ТГц, что значительно ближе к оптимальным частотам наноантенн.

## Достоинства
Одним из важнейших объявленных преимуществ наноантенн является их высокая теоретическая эффективность (КПД). По сравнению с теоретической эффективностью  солнечных батарей, наноантенны, по всей видимости, будут иметь значительное преимущество. 
Наиболее очевидным преимуществом наноантенн над полупроводниковыми фотоэлементами является то, что можно довольно легко разработать матрицы наноантенн, рассчитанных на произвольную частоту света. Простым выбором размера наноантенны в матрицы её резонансная частота может быть настроена на поглощение определённой длины волны света (шкала резонансной частоты примерно линейно зависит от размера антенны). Это большое преимущество над полупроводниковыми солнечными батареями, так как в них для того, чтобы изменить длину волны поглощаемого света, необходимо изменить ширину запрещённой зоны полупроводника. А для того, чтобы изменить ширину запрещённой зоны, полупроводник должен быть особым образом легирован, либо нужно вообще использовать другой полупроводник.

## Ограничения и недостатки
Как отмечалось ранее, одним из основных ограничений наноантенн является частота, на которой они работают. Высокая частота света в идеальном диапазоне длин волн делает использование типовых диодов Шоттки непрактичным. Хотя МДМ-диоды показали перспективные возможности для использования в наноантеннах, для обеспечения эффективной работы на высоких частотах необходимы новые прогрессивные методы.
Другим недостатком является то, что нынешние наноантенны производятся с использованием электронного луча (электронно-лучевая литография). Этот процесс медленный и довольно дорогой, потому что параллельная обработка в электронно-лучевой литографии не представляется возможной. Как правило, электронно-лучевая литография используется только в исследовательских целях, когда необходимо чрезвычайно точное разрешение для минимального размера элементов (как правило, порядка нескольких нанометров). Однако, в настоящее время методы фотолитографии продвинулись настолько, что стало возможным создавать минимальные размеры элементов порядка десятков нанометров, что позволяет производить наноантенны с помощью фотолитографии.

## Изготовление наноантенн
После доказательства концепции были сделаны лабораторные образцы из кремния с использованием стандартных методов изготовления полупроводниковых интегральных схем. Для изготовления металлических структур матрицы антенн использовалась электронно-лучевая литография. Наноантенна состоит из трёх основных частей: базовой плоскости, оптического резонатора и собственно антенны. Антенна поглощает электромагнитные волны, базовая плоскость отражает свет по направлению к антенне, а оптический резонатор отклоняет и концентрирует свет тоже по направлению к антенне с помощью базовой плоскости. Возможно также создание наноантенн на основе нанотрубок.

### Метод литографии
В Национальной лаборатории штата Айдахо при изготовлении своих матриц наноантенн использовались следующие шаги. На кремниевой пластине была размещена металлическая базовая плоскость, на которой предварительно был распылён слой аморфного кремния. Толщина осажденного слоя кремния составляла около четверти длины волны света. В качестве самой антенны наносилась тонкая плёнка марганца вместе с частотно-избирательной поверхностью из золота (поверхность действует как фильтр нужной частоты). После этого с помощью электронно-лучевой литографии через шаблон наносился резистивный слой. Золотая плёнка выборочно подвергалась травлению, а резистивный слой затем удалялся.

### Рулонная технология
При больших масштабах производства лабораторные этапы обработки, такие как электронно-лучевая литография, слишком медленны и дороги. Поэтому был разработан рулонный метод производства с использованием новой технологии, в котором используется эталонный шаблон. Этот эталонный шаблон служит для механической «печати» точного рисунка на недорогой гибкой подложке. Эталонный шаблон используется для создания металлических элементов петли, видимых в лабораторном шаге обработки. Эталонный шаблон, изготовленный в Национальной лаборатории Айдахо, состоит приблизительно из 10 миллиардов антенных элементов на 8-дюймовой круглой пластине кремния. С помощью этого полуавтоматического процесса Национальная лаборатория Айдахо выпустила большое количество 4-дюймовых квадратных карт. Затем эти карты объединялись вместе для получения большого гибкого листа с матрицей наноантенн.

## Подтверждение концепции

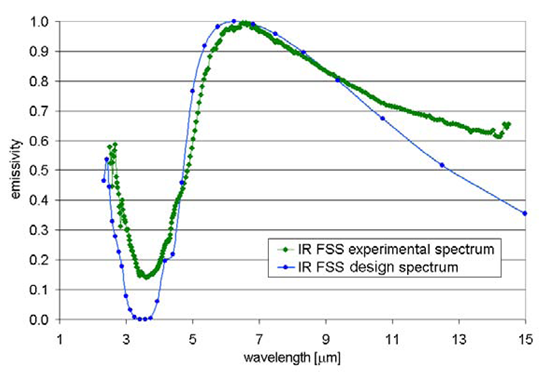
Рис. 3. Экспериментальное и теоретическое излучения в зависимости от длины волны. Экспериментальный спектр был определён путём нагрева наноантенны до 200^{o}C и сравнения со спектром излучения абсолютно чёрного тела при 200^{o}C.

Доказательство принципа работы наноантенны начиналось с изделия на кремниевой подложке площадью 1 см2, на которой с помощью печати была нанесена решётка наноантенны, заполняющая эту площадь. Устройство было протестировано с помощью инфракрасного света в диапазоне от 3 до 15 мкм. Пик излучения оказался на длине волны 6.5 микрон и достигал термоэмиссионной эффективности 1 - это означает, что наноантенна поглощает все фотоны данной длины волны, которые падают на устройство. Сравнивая экспериментальный и моделируемый спектры, мы видим, что экспериментальные результаты находятся в согласии с теоретическими ожиданиями (рис. 3). В некоторых областях термоэмиссионная эффективность наноантенны была ниже, чем по теоретическим расчётам, но в других областях, а именно при длине волны около 3.5 мкм, устройство поглощало света больше, чем ожидалось.
После подтверждения концепции с применением изделия на жёсткой подложке из кремния эксперимент был повторен на образце из гибкой полимерной подложки. Ожидаемой длиной волны для гибкой подложки было установлено 10 микрон. Первоначальные тесты показали, что конструкция наноантенны может быть переведена на полимерную подложку, но для полной оптимизации характеристик необходимы дальнейшие эксперименты.

## Экономика
Наноантенны дешевле, чем фотоэлементы. Материалы и процессы обработки фотоэлементов стоят довольно дорого (более $1000 за квадратный метр, при использовании кремниевой подложки). Что касается наноантенн, то Стивен Новак оценил текущую стоимость материалов от пяти до десяти долларов за квадратный метр. При правильном выборе методов обработки и соответствующих материалов, по его оценкам, общая стоимость массового производства будет достаточно низкой. Его прототип длиной один фут получился из двухфутового листа пластика, в котором содержалось золото стоимостью около 60 центов. Возможно снижение даже этой стоимости, поскольку при производстве могут использоваться другие материалы: алюминий, медь или серебро. В прототипе использовали кремниевую подложку, полученную известными методами обработки, но теоретически могут применяться и другие подложки, нужно только чтобы базовая плоскость имела правильную ориентацию.

## Предстоящие исследования и цели
В интервью Национальному общественному радио доктор Новак заявил, что когда-нибудь наноантенны будут использоваться для питания автомобилей, зарядки сотовых телефонов и даже для охлаждения домов. По поводу последнего он заявил, что системы охлаждения будут работать, во-первых, как поглотители инфракрасного тепла, имеющегося в комнате, которое будет использоваться для производства электроэнергии, а эта электроэнергия может быть использована для дальнейшего охлаждения комнаты.
В настоящее время самая большая проблема связана не с антенной, а с выпрямителем. Как говорилось выше, современные диоды не в состоянии эффективно детектировать на частотах, которые соответствуют инфракрасному и видимому свету. Таким образом, нужно создать выпрямители, которые могли бы преобразовать поглощённый свет в полезную форму энергии. В настоящее время исследователи рассчитывают создать выпрямитель, который сможет конвертировать около 50% поглощенного антенной излучения в энергию. Существенной проблемой является улучшение однородности параметров диодов и снижения их сопротивления в открытом виде. Ещё одним направлением исследований является разработка процесса производства высококлассной продукции для массового покупателя. Нужно выбрать и протестировать новые материалы, которые подошли бы для рулонной технологии.
Другим направлением в использовании наноантенн терагерцового диапазона частот является реализация беспроводных сетей на кристалле (Wireless network-on-chip, WNOC), что позволит обойти ограничения классических сетей в отношении асинхронизма сигналов и проблемы их задержек, а также обеспечит связь между наномасштабными компонентами микросхем и макроуровнем 